# Episodi di The Mentalist (prima stagione)
La prima stagione della serie televisiva The Mentalist è stata trasmessa negli Stati Uniti dal 23 settembre 2008 dalla CBS. In Italia questa stagione è stata trasmessa in prima visione dal 28 aprile 2009 su Joi.
Nella Svizzera Italiana la prima stagione è stata trasmessa dal 26 agosto al 4 novembre 2009 sul canale RSI LA1, mentre in Italia è stata trasmessa in chiaro dal 2 settembre 2009 su Italia 1.
I primi episodi sono caratterizzati dal fatto che Jane sorride quasi sempre poco prima della sigla. Ciò avviene più raramente dopo l'episodio Gli amici di John il Rosso.
| nº | Titolo originale       | Titolo italiano                  | Prima TV USA      | Prima TV Italia |
| -- | ---------------------- | -------------------------------- | ----------------- | --------------- |
| 1  | Pilot                  | John il Rosso                    | 23 settembre 2008 | 28 aprile 2009  |
| 2  | Red Hair & Silver Tape | Capelli rossi e nastro argentato | 30 settembre 2008 | 28 aprile 2009  |
| 3  | Red Tide               | Marea rossa                      | 14 ottobre 2008   | 5 maggio 2009   |
| 4  | Ladies in Red          | Signore in rosso                 | 21 ottobre 2008   | 5 maggio 2009   |
| 5  | Redwood                | Foresta rosso sangue             | 28 ottobre 2008   | 12 maggio 2009  |
| 6  | Red Handed             | Mano rossa                       | 11 novembre 2008  | 12 maggio 2009  |
| 7  | Seeing Red             | Visione in rosso                 | 18 novembre 2008  | 19 maggio 2009  |
| 8  | The Thin Red Line      | La sottile linea rossa           | 25 novembre 2008  | 19 maggio 2009  |
| 9  | Flame Red              | Rosso fuoco                      | 2 dicembre 2008   | 26 maggio 2009  |
| 10 | Red Brick & Ivy        | Mattone rosso ed edera           | 16 dicembre 2008  | 26 maggio 2009  |
| 11 | Red John's Friends     | Gli amici di John il Rosso       | 6 gennaio 2009    | 2 giugno 2009   |
| 12 | Red Rum                | Rosso di rabbia                  | 13 gennaio 2009   | 2 giugno 2009   |
| 13 | Paint It Red           | Dipingilo di rosso               | 18 gennaio 2009   | 9 giugno 2009   |
| 14 | Crimson Casanova       | Casanova rosso cremisi           | 10 febbraio 2009  | 9 giugno 2009   |
| 15 | Scarlett Fever         | Rossa di febbre                  | 17 febbraio 2009  | 16 giugno 2009  |
| 16 | Bloodshot              | Rosso come la vendetta           | 17 marzo 2009     | 16 giugno 2009  |
| 17 | Carnelian, Inc.        | Omicidio a luci rosse            | 24 marzo 2009     | 23 giugno 2009  |
| 18 | Russet Potatoes        | Patate rossastre                 | 31 marzo 2009     | 23 giugno 2009  |
| 19 | A Dozen Red Roses      | Una dozzina di rose rosse        | 7 aprile 2009     | 30 giugno 2009  |
| 20 | Red Sauce              | Sugo rosso                       | 28 aprile 2009    | 30 giugno 2009  |
| 21 | Miss Red               | La ragazza dai capelli rossi     | 5 maggio 2009     | 7 luglio 2009   |
| 22 | Blood Brothers         | Rosso segreto                    | 12 maggio 2009    | 7 luglio 2009   |
| 23 | Red John's Footsteps   | Le orme di John il Rosso         | 19 maggio 2009    | 14 luglio 2009  |

## John il Rosso
- Titolo originale: Pilot
- Diretto da: David Nutter
- Scritto da: Bruno Heller

### Trama
Una ragazza viene ritrovata morta e il principale sospettato è il figlio dei vicini. Patrick Jane, consulente del California Bureau of Investigation, capisce quasi immediatamente cosa è successo: il padre abusava di lei e l'ha uccisa quando quest'ultima ha deciso di troncare i rapporti. La madre della ragazza, dopo aver compreso l'accaduto, sfodera una pistola e uccide il marito prima dell'intervento degli agenti. Questo evento causa la sospensione di Jane dal CBI per una settimana. Nonostante il provvedimento disciplinare, l'agente Cho informa Jane di un duplice omicidio che sembra sia opera del serial killer John il Rosso perché su una parete è stata ritrovata la sua firma: uno smiley realizzato con il sangue della vittima. Nonostante la sospensione, il consulente non esita a recarsi sulla scena del crimine. Jane non pensa che l'omicidio sia opera del serial killer bensì di un copycat: il dottor Linus Wagner. Durante questo secondo caso, l'agente Grace Van Pelt viene aggregata alla squadra di Lisbon nel CBI. In un flashback relativo a cinque anni prima, si vede Jane che è ospite di un talk show dove finge di essere un medium e afferma di essere anche un detective paranormale. Interrogato sull'identità di John il Rosso, Jane lo prende in giro, definendolo come un "piccolo uomo, brutto e tormentato". Il serial killer decide quindi di vendicarsi uccidendo la moglie e la figlia del medium.
- Ascolti Italia: telespettatori 1 596 000 - share 7,48%[1]

## Capelli rossi e nastro argentato
- Titolo originale: Red Hair & Silver Tape
- Diretto da: David Nutter
- Scritto da: Bruno Heller

### Trama
Patrick Jane e il nucleo investigativo del CBI indagano sull'omicidio di una giovane donna trovata in un vigneto della Northern Napa County. La squadra viene affiancata dallo sceriffo locale Thomas McAllister. Inizialmente i primi sospetti ricadono su un ragazzo con il quale la vittima aveva intrecciato una relazione. Successivamente lo stesso McAllister viene sospettato dell'omicidio, ma Jane riesce ad intuire chi è il vero colpevole.
- Ascolti Italia: telespettatori: 1 828 000 - share 9,52%[2]

## Marea rossa
- Titolo originale: Red Tide
- Diretto da: David M. Barrett
- Scritto da: Ashley Gable

### Trama
Sulla spiaggia di Santa Marta viene ritrovata una ragazza affogata. I primi sospetti ricadono sugli amici surfisti della vittima, ma gli interrogatori di questi ultimi non portano inizialmente ad alcun risultato. Questo obbliga Patrick Jane a mettere l'uno contro l'altro per poi incastrarli tutti.
- Ascolti Italia: telespettatori 1 879 000 - share 7,41%[3]

## Signore in rosso
- Titolo originale: Ladies in Red
- Diretto da: Chris Long
- Scritto da: Gary Glasberg

### Trama
Jason Sands, un consulente finanziario di successo che si era arricchito alle spalle dei suoi clienti, viene ritrovato morto all'interno della sua abitazione in una panic room chiusa a chiave. Patrick crede che l'unico modo di incastrare i numerosi sospettati dell'omicidio sia creare un tranello.
- Ascolti Italia: telespettatori 1 678 000 - share 7,60%[3]

## Foresta rosso sangue
- Titolo originale: Red Wood
- Diretto da: John Behring
- Scritto da: Andi Bushell

### Trama
Un camionista segnala un'auto abbandonata. Le due ragazze che erano sul veicolo sono scomparse; lo sceriffo Nelson ed i suoi uomini le stanno cercando. Arrivato sul posto, Jane nota che il cadavere di Cara Palmer si trova sotto l'auto. L'altra ragazza è fuggita dal luogo del delitto diventando la prima sospettata. Nicole Gilbert viene poi trovata in un supermercato gravemente ferita e viene ricoverata in ospedale. Avendo perso la memoria, la ragazza non riesce a dire cosa è successo. Jane aiuta la vittima a recuperare la memoria riportandola sulla scena del crimine, fino a risalire all'omicida.

## Mano rossa
- Titolo originale: Red Handed
- Diretto da: Chris Long
- Scritto da: Erica Green Swafford

### Trama
La mano mozzata del boss del Casinò Calida, James Meier, si trova vicino al confine tra California e Nevada, poco distante da quest'ultimo. La mano è segnata con la scritta "43", stesso metodo usato in passato dalla mafia contro i ladri. Jane, essendo un mentalista, è molto bravo nei giochi di carte e si integra perfettamente nell'ambiente. Il consulente, giocando ai vari tavoli, scopre l'assassino e lo consegna agli agenti del CBI.

## Visione in rosso
- Titolo originale: Seeing Red
- Diretto da: Martha Mitchell
- Scritto da: Gary Glasberg

### Trama
A una ricca ereditiera viene predetto che a breve morirà. Dopo l'omicidio, i sospetti ricadono sul figlio, poiché escluso dal testamento. La vicenda è incentrata su Kristina Frye, la sensitiva che aveva predetto la morte della donna. Tra il forte scetticismo di Jane nei confronti della sensitiva/truffatrice, l'indagine va avanti. In seguito ad una falsa seduta spiritica architettata da Jane e dalla squadra del CBI prima della lettura del testamento, viene scoperto l'omicida.

## La sottile linea rossa
- Titolo originale: The Thin Red Line
- Diretto da: Matt Earl Beesley
- Scritto da: Ken Woodruff

### Trama
Il testimone di un caso riguardante uno spaccio di droga viene trovato brutalmente assassinato in un motel assieme alla fidanzata. Concorrendo con la polizia di Davis, la squadra del CBI guidata da Lisbon arriva all'arresto del principale sospettato Rick Carass ma Jane, con l'aiuto della squadra, riesce ad incastrare il vero colpevole.

## Rosso fuoco
- Titolo originale: Flame Red
- Diretto da: Charles Beeson
- Scritto da: Ashley Gable

### Trama
Su richiesta del capo della polizia di Marquesa, Trey Piller, la squadra del CBI si reca nella piccola città californiana, per indagare su un omicidio causato da un incendio doloso. Durante le indagini Lisbon scopre che Jane una volta trovato John intende ucciderlo, trovandosi in disaccordo.

## Mattone rosso ed edera
- Titolo originale: Red Brick & Ivy
- Diretto da: Paris Barclay
- Scritto da: Eoghan Mahony

### Trama
Sophie Miller, la psichiatra che aveva avuto in cura Patrick Jane durante il suo ricovero in un ospedale psichiatrico dopo l'omicidio della sua famiglia perpetrato da John il Rosso, contatta Jane a seguito della morte di un ricercatore di un college. Il CBI viene chiamato ad indagare il giorno stesso e Jane, con un inganno e con l'aiuto di Sophie, riesce a far confessare l'assassino.

## Gli amici di John il Rosso
- Titolo originale: Red John's Friends
- Diretto da: John Polson
- Scritto da: Bruno Heller

### Trama
Jane viene contattato da Jared Renfrew, un carcerato arrestato per l'omicidio della figlia della sua domestica. L'uomo rivela di avere informazioni su John Il Rosso e le fornirà al mentalista in cambio delle prove della sua innocenza. Contro il volere del capitano Virgil Minelli, Jane compie le sue indagini recandosi nella casa del fratello di Renfrew. Nonostante non si sia qualificato come collaboratore della polizia, il consulente viene ripreso nuovamente da Minelli e decide di licenziarsi per poter agire liberamente. La squadra del CBI decide di dare una mano all'ex collega, ma viene sorpresa da Minelli. Inizialmente il capitano decide di sospendere tutti, salvo poi concedere informalmente una settimana per aiutare Jane. La squadra scopre che il collegamento tra John il Rosso e Renfrew risale al 1998: Renfrew era stato arrestato e chiuso in cella con Orvalle Tanner, partner di John nel suo primo omicidio conosciuto. John riesce ad accedere al database della polizia, ottenendo le medesime informazioni appena scoperte dal CBI. Parte della squadra torna nella casa dei Renfrew per incastrare il vero killer e questo consente la scarcerazione di Jared. Appena uscito di galera, Renfrew fugge e si reca in Messico. Da qui l'uomo chiama Jane per "scusarsi" del suo comportamento: il CBI rintraccia la chiamata proveniente da un motel di Tijuana, ma John Il Rosso uccide Jared prima dell'arrivo degli investigatori. Prima di morire, Renfrew riesce a lasciare un indizio sull'identità di John scrivendo su un muro con il proprio sangue: "He is Mar".

## Rosso di rabbia
- Titolo originale: Red Rum
- Diretto da: Dean White
- Scritto da: Andi Bushell

### Trama
Cody Elkins, un ragazzo sedicenne scomparso, viene trovato morto e le tracce sulla scena del crimine farebbero pensare ad un sacrificio wicca. Per questo motivo, una ragazza che si definisce e si comporta come una strega viene indicata come probabile colpevole. Su autorizzazione di Minelli, il CBI entra nell'abitazione della presunta strega e su di lei vengono concentrate le prime indagini. Grazie alle parole della ragazza, gli inquirenti si rivolgono a Daniel, compagno di scuola di Cody, e successivamente verso il vero assassino, Michael, il padre di Cody.

## Dipingilo di rosso
- Titolo originale: Paint It Red
- Diretto da: David M. Barrett
- Scritto da: Eoghan Mahony

### Trama
Il capo della sicurezza di una società si apparta con una segretaria nell'ufficio del suo principale, A.P. Caid. Durante l'amplesso, i due scoprono il cadavere di Harry Lashley e contattano la polizia. Jane, arrivato sul posto, capisce subito che Lashley è stato ucciso per aver sorpreso il ladro che ha rubato un dipinto italiano del valore di 50 milioni di dollari; intuisce anche che il capo della sicurezza ha spento le telecamere e ha spostato il cadavere per non dover confessare la relazione con la segretaria. Le indagini conducono gli agenti a sospettare di Širali Arlov, un magnate russo del petrolio che si era visto soffiare il dipinto ad un'asta proprio da Caid, con un'offerta più alta della sua. La squadra del CBI scopre che Lashley aveva dei precedenti penali e inoltre aveva pagato 20000 dollari per farsi fare due copie del dipinto. Caid svela di aver commissionato a Lashley le copie dell'originale e che quest'ultimo si trova nel suo caveau. Osservando il quadro, Jane scopre quasi immediatamente che è stato sostituito con una delle copie. Andando contro il parere di Lisbon, Jane prende con sé gli agenti Cho e Rigsby e vola verso Los Angeles per sottrarre il dipinto posseduto da Arlov che si pensa sia l'originale. Lisbon e Jane ritornano alla compagnia di Caid per restituirgli il vero dipinto, ma qui il mentalista finge di bruciare il quadro e, osservando le reazioni dei presenti, riesce a scoprire che anche l'oggetto posseduto da Arlov era una copia. Il ladro è l'unica persona che non si è allarmata quando Jane ha minacciato di danneggiare il dipinto perché sapeva già che quello non avrebbe potuto essere l'originale.
- Guest star: Sebastian Roché (Širali Arlov)

## Casanova rosso cremisi
- Titolo originale: Crimson Casanova
- Diretto da: Lesli Linka Glatter
- Scritto da: Ken Woodruff

### Trama
Nella contea di Napa, Claire Wolcott viene uccisa mentre è a letto con il suo amante. Il marito, Keith Wolcott, è politicamente collegato al procuratore generale e riesce ad ottenere che le indagini vengano affidate al CBI. Osservando la scena del crimine, Jane nota che l'amante si è ferito e riesce a rintracciarlo. Si tratta di Paul Fricke, un donnaiolo che descrive tutte le sue tecniche di seduzione su un blog. Keith Wolcott viene interrogato da Lisbon e Cho. In seguito le indagini si concentrano sull'assistente di Claire Wolcott, Natalie: quest'ultima cercava di ricattare Claire consegnando le foto del suo tradimento al marito, ma ben presto aveva realizzato che la richiesta di ricatto non sarebbe andata a buon fine poiché Keith Wolcott si era già accorto del comportamento della moglie dopo aver controllato i suoi movimenti finanziari. Infine, il CBI decide di mandare Cho in avanscoperta per attirare il killer in una trappola escogitata da Jane. Si scopre che il killer voleva commettere un omicidio passionale e quindi lui mirava a Paul Fricke anziché a Claire Wolcott. Dopo l'arresto, ammette suo malgrado, sotto l'esortazione di Jane, che è dispiaciuto di aver sbagliato persona.

## Rossa di febbre
- Titolo originale: Scarlett Fever
- Diretto da: Paul Holahan
- Scritto da: Erika Green Swafford

### Trama
Durante una festa, una donna precipita nel salone principale dal parapetto del primo piano. Nel frattempo al quartier generale del CBI Jane ha ipnotizzato un sospettato di duplice omicidio: mentre lo sta interrogando viene interrotto da Lisbon, contraria ai suoi metodi, per comunicargli del nuovo caso. Jane abbandona il sospettato nel momento in cui entra il suo avvocato. La festa era stata voluta dalla stessa vittima, Scarlett Marquesa, in quanto presidentessa del comitato delle donne del Country Club. Jane scopre che le chiavi della donna sono sparite. Recatisi al Country Club, Rigsby e Jane cominciano ad interrogare alcune donne presenti alla festa sospettando che la morte della vittima sia dovuta ad un delitto passionale. I sospetti si concentrano su Asra Adami che si è resa irreperibile, ma su consiglio di Jane, Rigsby e Van Pelt la ritrovano mentre si trova a letto con un'altra donna. Ritornati al CBI, mentre Lisbon e Van Pelt interrogano Asra Adami, Rigsby trattiene la sua amante Mandy: a questo punto arriva Cho che rivela a Rigsby e quindi, volontariamente, anche a Mandy, che la cassaforte della vittima verrà aperta lunedì mattina. Rigsby e Jane si chiudono nella stanza della cassaforte, riuscendo ad incastrare la vera ladra delle chiavi, Patience. Contemporaneamente Cho, Van Pelt e Lisbon interrogano un fornitore di farmaci, scoprendo che Scarlett Marquesa era una spacciatrice. Lisbon decide di mettere Cho e Rigsby a sorvegliare Patience che, oltre a diventare l'erede di Scarlett alla guida del Country Club, avrebbe preso il suo posto nel ruolo di spacciatrice, ma questa dissuade i due agenti dal sorvegliarla. Allertati da una ragazza, i due agenti entrano nella stanza dei massaggi e trovano Patience uccisa. A questo punto Jane incastra l'omicida: dice alle donne rimanenti che presto il CBI effettuerà un arresto ai danni di Victor e che Oscar, il figlio dei Marquesa, verrà dato in affidamento: disperato, il killer si rivela a Jane. Rigsby esce con Jackie, una ragazza del Country Club, sotto la sguardo sorpreso e divertito di Lisbon, Jane, Cho e, soprattutto, sotto quello attonito di Van Pelt.

## Rosso come la vendetta
- Titolo originale: Bloodshot
- Diretto da: Chris Long
- Scritto da: Gary Glasberg

### Trama
Jane è appena arrivato in ufficio, assieme alla squadra, quando gli arriva un messaggio riguardante una presunta bomba piazzata nelle vicinanze dell'edificio. Jane esce in strada, seguito da Lisbon, e riesce a trovare l'ordigno dentro a un furgone in un parcheggio: assieme alla bomba vi è un uomo, James Medina, che cerca invano di liberarsi ma ormai, a venti secondi dall'esplosione della bomba, l'unica cosa che Lisbon e Jane possono a fare è scappare il più lontano possibile dal furgone; attardatosi, Jane viene colpito dall'esplosione e dopo essersi rialzato dalla caduta si accorge di aver perso la vista. Il mentalista viene ricoverato in ospedale, ma chiede di essere dimesso subito, sebbene sia ancora menomato. Van Pelt riesce a trovare un collegamento tra la Lynch Halstead e Jane: otto anni prima Jane aveva una cliente in comune con la Lynch Halstead, Carol Gentry, che poco dopo si suicidò. In seguito Jane sviene e viene nuovamente curato. Continuando le ricerche Van Pelt trova un ulteriore contatto, Jill Lamont, moglie di Paul Kraeger, che veniva tradita dal consorte. Il ragazzo di Van Pelt, l'avvocato Dan Hollenbeck riesce a entrare nel quartier generale del CBI, con la scusa di vedere la sua fidanzata. Subito dopo prende di sorpresa Rigsby, lo stordisce e lo incatena con le sue stesse manette nel bagno. Fatto ciò rimangono solo in tre nell'edificio: Van Pelt, Hollenbeck e Jane. Svegliato da Van Pelt, Jane capisce subito che qualcosa non quadra e, quando intuisce che sono rimasti solo loro tre, tenta di andarsene, ma viene fermato da Hollenbeck che ha capito le sue intenzioni. A questo punto Van Pelt viene contattata da Lisbon: assieme a Cho trovano Paul Kraeger, diventato un barbone e ossessionato da Jane (che aveva causato il divorzio tra lui e sua moglie e di conseguenza aveva perso tutto ciò che possedeva) e da Medina (che l'aveva licenziato dalla Lynch Halstead) e che ha un figlio che si fa chiamare Dan Hollenbeck. Il figlio di Kraeger esce dall'edificio puntando un'arma contro Jane e Van Pelt, quest'ultima ammanettatasi con le sue manette; trovando un diversivo, Jane colpisce Hollenbeck e tenta la fuga, raggiungendo e riuscendo a mettere in moto la vettura di Van Pelt. A causa della sua cecità, la fuga dei due non va lontano e vengono raggiunti da Hollenbeck che fortunatamente viene freddato da Lisbon. Jane recupera la vista.

## Omicidio a luci rosse
- Titolo originale: Carnelian, Inc.
- Diretto da: Kevin Dowling
- Scritto da: Bruno Heller

### Trama
Il governatore della California viene informato tramite una lettera anonima che qualcuno morirà in mattinata nel deserto del Mojave in un preciso punto segnato dalle coordinate fornite dallo scrittore anonimo nella lettera. Arrivati nel punto prestabilito, Lisbon, Cho, Rigsby e Jane stanno per tornare in auto quando dal cielo piove il cadavere di David Whittaker, paracadutista e vicepresidente della Carnelian, un'azienda di investimenti. L'omicida decide quindi di sfidare nuovamente la polizia, dicendo che ucciderà ancora finché la compagnia non farà delle scuse pubbliche. Lisbon e Jane vanno a interrogare Randall Faulk, presidente dell'azienda: le indagini si dirigono verso un registro di tutti quelli rimasti insoddisfatti e/o che ce l'avevano con la compagnia e tra questi viene arrestato Lee Skelling. Interrogato da Cho e da Jane, Skelling viene rilasciato ufficialmente su ordine di Lisbon per mancanza di prove, ma secondo Jane è innocente. Un altro messaggio viene inviato dallo scrittore anonimo: Jane intuisce il pericolo e ritorna a casa di Faulk, arrivando con dieci minuti d'anticipo e riuscendo a salvarlo, nonostante l'ordigno non esploda a causa di un piccolo difetto. Jane e Lisbon ritornano a casa di Skelling che, ascoltando la radio della polizia, capisce che verranno da lui e fugge prima. Mentre gioca a paintball, Nadia Sobell, che voleva passare alla concorrenza, viene uccisa. Ingannato da Jane, l'assassino viene arrestato e patteggia una pena confessando nella sala interrogatori del CBI.

## Patate rossastre
- Titolo originale: Russet Potatoes
- Diretto da: Norberto Barba
- Scritto da: Ashley Gable

### Trama
Carl Resnik viene ipnotizzato e arriva alla sede del CBI portando un grosso sacco convinto che al suo interno ci siano delle patate, mentre in realtà gli agenti trovano il cadavere di una persona. Il tutto porta a un'associazione che pratica e insegna l'ipnosi come metodo curativo: a capo vi è Royston Daniel, uno dei terapisti dell'ipnosi più autorevoli. Rick Tiegler, braccio destro di Daniel, viene arrestato e, portato al CBI, confessa l'omicidio di Mary Beth Hendrix nonostante fosse ubriaco e sotto l'effetto dell'ipnosi. Van Pelt va a interrogare Daniel e lo porta al CBI dove assiste all'interrogatorio guidato da Cho: a un certo punto Rigsby entra e cerca di spaccare la faccia a Daniel. Jane scopre che Rigsby è stato ipnotizzato e cerca di aiutarlo. Rigsby, ancora ipnotizzato, arriva all'associazione, entrando nell'ufficio di Daniel: qui lo trova legato alla sua sedia mentre accanto a lui c'è Lindsay Hendrix, sorella della vittima, che aveva ipnotizzato sia Rigsby, sia Tiegler. Daniel prova a farlo uscire dalla trance, ma la Hendrix lo fa zittire con lo scotch. Jane, che aveva messo un localizzatore GPS nella giacca di Rigsby, raggiunge anch'egli il tetto dell'associazione ma la Hendrix gli punta una pistola contro. Jane fa uscire allo scoperto Lisbon che però viene presa di sorpresa da Tiegler, che sta dalla parte della Hendrix. In questo stallo messicano Jane rischia quasi di farsi buttare dal tetto da Rigsby ma, prendendo tempo, riesce a farlo uscire dal suo stato ipnotico e Rigsby, ripresosi, atterra la Hendrix mentre Lisbon disarma Tiegler.

## Una dozzina di rose rosse
- Titolo originale: A Dozen Red Roses
- Diretto da: Lesli Linka Glatter
- Scritto da: Andi Bushell

### Trama
Los Angeles. Felix Hanson, ex deputato della California, viene trovato morto nella Hollywood Walk of Fame: nella sua auto viene rinvenuta della droga. A Burbank Lisbon e Jane vanno a interrogare Gabriel Fanning ai Poseidon Studios: qui scoprono che Henson aveva personalmente investito 10 milioni di dollari in una pellicola. I due vanno quindi a Malibù, nella villa degli Hanson: secondo la moglie, Hanson non usava droga o farmaci mentre la figlia dice che si è disintossicata da anni e scoprono che Hanson aveva deciso di ritirare il suo investimento nel film, cercando anche di uscirne, perché quest'ultimo era stato pesantemente modificato da Fanning. Gli agenti Cho e Rigsby vanno a prendere lo spacciatore Frederick Ross, ma questi riesce a sfuggire ai due agenti. Lisbon e Jane ritornano ai Poseidon Studios e l'agente di Fanning, Mitch Cavanaugh, viene arrestato per possesso e uso di droghe, che in realtà sono usate e possedute da Fanning stesso. Cavanaugh, interrogato da Cho, consegna Ross al CBI: lo stesso Cho, Van Pelt e Rigsby vanno a prelevare Ross e lì trovano anche Sydney Hanson, la figlia di Felix. Interrogata, la ragazza ammette che fa ancora uso di droga, aiutata dal fidanzato Brandon Fulton che si riforniva da Ross. Entrato nella residenza degli Hanson, Felicia spara a Fulton, che possedeva l'arma dell'omicidio. Sulla scena del film si ritrovano Sydney e Felicia Hanson, mentre Jane assiste vicino al regista: Sydney mette alle corde la madre che, di fronte ai presenti, confessa d'aver costretto Fulton a uccidere il marito e poi d'aver attirato Fulton in casa propria per finirlo.

## Sugo rosso
- Titolo originale: Red Sauce
- Diretto da: Adam Kane
- Scritto da: Eoghan Mahony

### Trama
Ed Diedricksen, pseudonimo di Eddie Russo, un supervisore di una sala giochi viene trovato morto sulla riva di un fiume: si scopre che spacciava droga ai ragazzini della sala giochi e che aveva un passato nella mafia, posto sotto la protezione dei federali. Era il contabile del clan mafioso dei Battaglia di Philadelphia: beccato con una grande quantità di droga dai federali, collaborò vendendo informazioni ai federali e incastrando alcuni dei capi della famiglia Battaglia; tra gli altri si salva il capo clan, Santino "Sonny" Battaglia, ora in pensione. Dopo aver interrogato la moglie di Diedricksen, che aveva accolto la squadra del CBI puntando un fucile contro Lisbon, Cho e Van Pelt, quest'ultima va da John "Tiny" Callahan assieme a Rigsby. Contro il volere di Lisbon, Jane si reca a Palm Desert per incontrare il boss siciliano Battaglia, che ultimamente si sta dedicando al golf. Rigsby e Cho vanno a parlare nuovamente con il capo di Diedricksen, scoprendo che la vittima aveva una relazione con lo sceriffo Knox: quando Diedricksen venne trovato in auto assieme a Callahan con un quantitativo elevato di droga, Callahan finì incarcerato mentre Diedricksen venne scagionato dalla Knox stessa. La Knox, che era stata convocata ufficialmente dal CBI come persona informata sui fatti del caso Russo, tenta il suicidio ma viene trovata e salvata da due agenti di polizia. Per incastrare l'assassino, Jane inventa un piano all'oscuro di Lisbon portandosi dietro Rigsby e Van Pelt.

## La ragazza dai capelli rossi
- Titolo originale: Miss Red
- Diretto da: Martha Mitchell
- Scritto da: Ken Woodruff

### Trama
Pelican Cove, Sausalito. Jim Gulbrand, amministratore e fondatore della società di software Gaia Matrix, è scomparso. La squadra del CBI, arrivata al molo, scopre il cadavere di Jim Gulbrand attaccato all'ancora della barca. Cho e Van Pelt vanno alla sede della Gaia Matrix, situata nella città di Berkeley, venendo accolti da Stuart Hanson, un invalido a capo della sicurezza della società. Rigsby e Jane invece vanno a interrogare la fidanzata di Gulbrand, Brooke Harper. Scoperto che "Brooke Harper" è un nome falso, Rigsby e Cho, ritornano alla clinica per parlare con la psichiatra ma questa riesce a fuggire beffando i due agenti. Rintracciata da Jane e Cho, viene arrestata: interrogata nella sala del CBI, prova a prendersi gioco di Jane, ma questi è più furbo di lei. La donna, rimasta al CBI, viene nuovamente interrogata da Jane: sfidato dalla psichiatra, Jane le svela che ha scoperto il suo vero nome, ovvero Lindsay Smith e che conosce buona parte della sua vita. La Smith decide quindi di scappare dal CBI con la chiave datale da Jane, ma viene tenuta sotto controllo dalla squadra grazie a un localizzatore GPS. La Smith si reca alla stazione ferroviaria puntando un'arma contro Hanson, che la porta dove si trova la cassetta con i 10 milioni di dollari di Gulbrand: mentre la Smith apre la cassetta e trova la borsa con i soldi, Hanson si alza dalla sedia a rotelle e va contro la Smith, facendosi consegnare la borsa contenente i soldi, poco prima di essere arrestato da parte di Rigsby e di Cho mentre Van Pelt si occupa della Smith.

## Rosso segreto
- Titolo originale: Blood Brothers
- Diretto da: John Polson
- Scritto da: Erika Green Swafford

### Trama
Justin Prentis, studente di una scuola privata, viene trovato morto. L'assassino si nasconde dietro una leggenda locale inerente a un taglialegna assassino, tale Zachariah e della setta Z-Crew che attraverso particolari rituali per costringere al silenzio e alla paura tutti gli studenti. Arrivati sulla scena Jane scopre quasi subito che il ragazzo era stato sepolto vivo. Con uno stratagemma Jane riesce ad avere un colloquio con i compagni di Prentis senza che l'insegnante assista e riesce a intuire che il killer è il capo dello Z-Crew. La squadra del CBI rimane nei pressi della scuola privata, indagando sull'omicidio ma una ragazza della scuola, Cassy, scompare: Jane, volontariamente allontanatosi dalla ricerca della ragazza, sorprende il preside McLain in fuga assieme alla giovane Cassy. Portati al CBI, Cassy confessa di aver avuto rapporti sessuali consenzienti ma indesiderati con il preside McLain, che quindi viene incriminato per abuso di minore. Justin, la vittima che era innamorato di Cassy lo aveva scoperto ed è stato ucciso per questo motivo. Durante la cerimonia del fuoco sacro, un avvenimento caratteristico della scuola, Jane tramite uno stratagemma riesce a far confessare il giovane ragazzo che ha ucciso Justin.

## Le orme di John il Rosso
- Titolo originale: Red John's Footsteps
- Diretto da: Chris Long
- Scritto da: Bruno Heller

### Trama
Crocket State Memorial Park di San Angelo. Rigsby, dopo aver visto il corpo della vittima, nota che il killer ha volontariamente lasciato un cadavere nell'unica zona di competenza del CBI nel raggio di 100 miglia, anche se avrebbe potuto lasciarlo ovunque, ma Cho pensa sia una coincidenza. Le indagini sono coordinate dallo sceriffo Ted Hardy. Dopo che il corpo di Emma Plasket, la vittima, viene nuovamente scoperto per farlo vedere anche al resto della squadra, Jane rimane colpito dal fatto che l'assassino abbia dipinto le unghie dei piedi della vittima con il sangue della stessa, proprio come fece John il Rosso con la moglie di Jane e i tagli inferti alla vittima sono il chiaro simbolo del modus operandi del serial killer; nonostante ciò, anche Lisbon pensa che sia solo una coincidenza. Pochi secondi dopo un aereo in cielo disegna il simbolo di John, smentendo di fatto i pareri di Cho e di Lisbon. La gemella di Emma Plasket, Maya, è stata rapita. Van Pelt risale alla "RJ Solutions", una società di San Francisco mentre Cho e Rigsby trovano la casella postale della società che ha commissionato il simbolo in cielo. Interrogando i genitori, la squadra scopre che le gemelle Plasket facevano uso di droga da mesi, risalendo al fidanzato della vittima, un ladro con una scarsa reputazione di nome Mace. Arrivato a casa di Mace, il ladro riesce a scappare ma deve arrendersi quando viene rintracciato e arrestato dal team di Lisbon in collaborazione con la polizia. Interrogato al CBI, Mace rivela che un uomo l'aveva avvertito per telefono di non proseguire la relazione con Maya, altrimenti le sarebbe successo qualcosa. Mace non tiene conto della telefonata e prosegue il rapporto con Maya: qualche settimana dopo Mace dice di essersi svegliato con accanto una testa di maiale, altro avvertimento a interrompere la relazione. Jane e Lisbon ritornano alla residenza dei Plasket e qui Jane scopre una telecamera e un trasmettitore nella stanza delle gemelle: qualcuno le stava spiando. Dopo essersi procurati il mandato, Cho e Rigsby aprono la casella di posta e vi trovano una lettera di una certa Rosalind Harker, residente a Hattiesburg, indirizzata a Roy Tagliaferro, che Jane deduce essere John il Rosso. Una delle pochissime possibilità per arrivare più vicino a John il Rosso è parlare con Rosalind Harker, tra le poche persone a conoscere l'identità di John il Rosso ed essere ancora in vita: arrivati alla sua abitazione, Jane e Lisbon scoprono che la ragazza è cieca. Persuadendo la Harker, Jane riesce a convincerla a parlargli di Roy Tagliaferro; inoltre nell'abitazione è presente il simbolo di John il Rosso. La donna da una descrizione abbastanza accurata di Roy Tagliaferro, dicendo a Jane che lui preferisce la musica di Bach, suonata dalla donna nelle occasioni in cui era insieme a lui. Inoltre solo un'altra persona, amica di Tagliaferro, è venuta nella casa della Harker: un uomo chiamato Dumar, accanito fumatore che voleva smettere e che quel giorno aveva portato a casa un peluche acquistato in un negozio. Su suggerimento del capitano del CBI Minelli, Van Pelt trova dei risultati interessanti cercando nel database "Cut Iron", la versione inglese del cognome "Tagliaferro": la Cut Iron Properties Inc. acquistò un terreno agricolo proprio quando Tagliaferro arrivò in città, otto mesi prima. Individuato il terreno, Jane vorrebbe intervenire subito e fare irruzione nella proprietà, ma Lisbon si arrabbia perché non si può fare senza un mandato. Lo sceriffo suggerisce il giudice più vicino e Lisbon parte. Rimasto solo con Hardy, Jane lo convince a fare irruzione nella proprietà per salvare la ragazza. Jane e lo sceriffo Hardy raggiungono ed entrano nella residenza di Tagliaferro alla ricerca di Maya Plasket e trovano quasi subito una botola, dove Maya è tenuta prigioniera. Contemporaneamente Cho e Rigsby esaminano i filmati del negozio nel quale venne venduto il peluche in possesso della Harker nel giorno del ringraziamento, giorno nel quale l'amico di Tagliaferro, Dumar, tornò a casa Harker portando con sé il peluche oltre a delle sigarette: i due agenti scoprono chi aveva acquistato quegli oggetti nel negozio e quindi anche chi è Dumar, ovvero lo sceriffo Hardy, che quindi è amico e complice di John il Rosso. Ormai sicuro di prevalere su Jane, Hardy si rivela essere Dumar Tanner, figlio di Orvalle Tanner, il primo complice di John il Rosso, morto in carcere dieci anni prima. La fattoria stessa era la vecchia proprietà dei Tanner ed era stata acquistata da John il Rosso. Poco dopo interviene Lisbon, che ha solo fatto finta di andare a cercare il mandato per l'irruzione: inizialmente il piano di Jane prevedeva la sua entrata dopo l'arrivo di John il Rosso ma Lisbon è certa che John se ne era già andato. Nonostante abbia una pistola puntata contro, Hardy cerca di scappare ma viene preso e atterrato da Lisbon. Liberata Maya dalla sua prigionia tutto sembra essersi concluso nel migliore dei modi, con Hardy svenuto sulla barella dell'ambulanza che lo sta portando in ospedale, dove cureranno le sue ferite; Rigsby e Cho ritornano a Sacramento, mentre Lisbon compila delle carte prima di portare Maya a casa e Jane e sull'uscio della casa. Improvvisamente, Hardy riesce a liberarsi delle manette con un fermaglio, sottrae l'arma a un poliziotto e lo uccide con due colpi e punta l'arma su Lisbon. Quando sta per sparare a Lisbon viene ucciso da Jane, con un fucile. Prima di morire Hardy si prende gioco di Jane, che rimane scioccato dagli avvenimenti (è la prima volta che uccide una persona) e dalla morte di Hardy che interrompe di proposito la traccia che avrebbe potuto portarlo a John il Rosso. Lisbon e Jane accompagnano Maya dalla sua famiglia e con Jane che sembra ritrovare un momento di pace. In seguito il caso rimarrà noto negli uffici del CBI come "caso Tanner".
- Ascolti Italia: telespettatori 2 377 000 - share 9,63%[4]